# Royal de Luxe

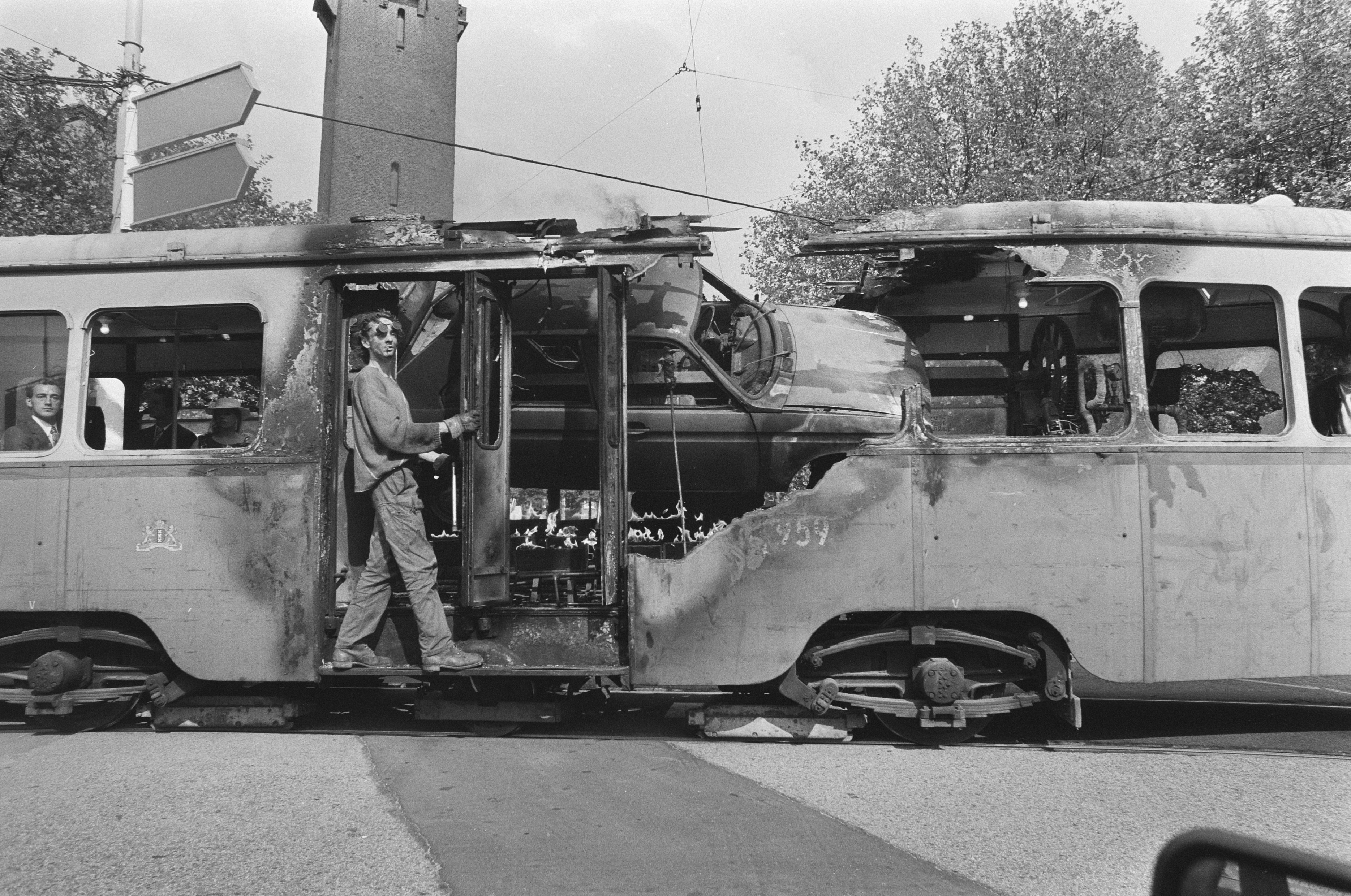
Auto wordt geroosterd aan spit in bijwagen, kunstproject 1987

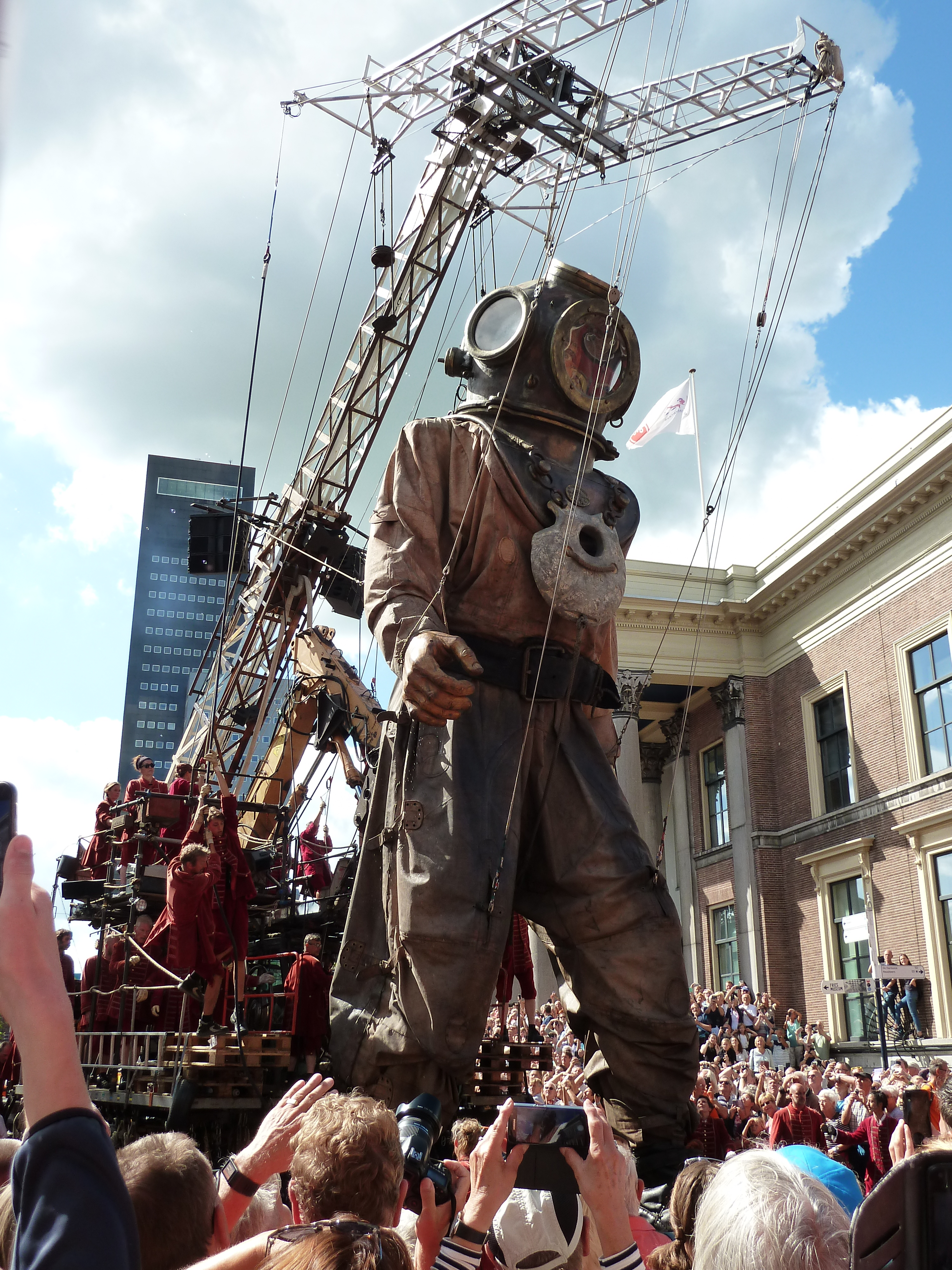
De Duiker in Leeuwarden, augustus 2018

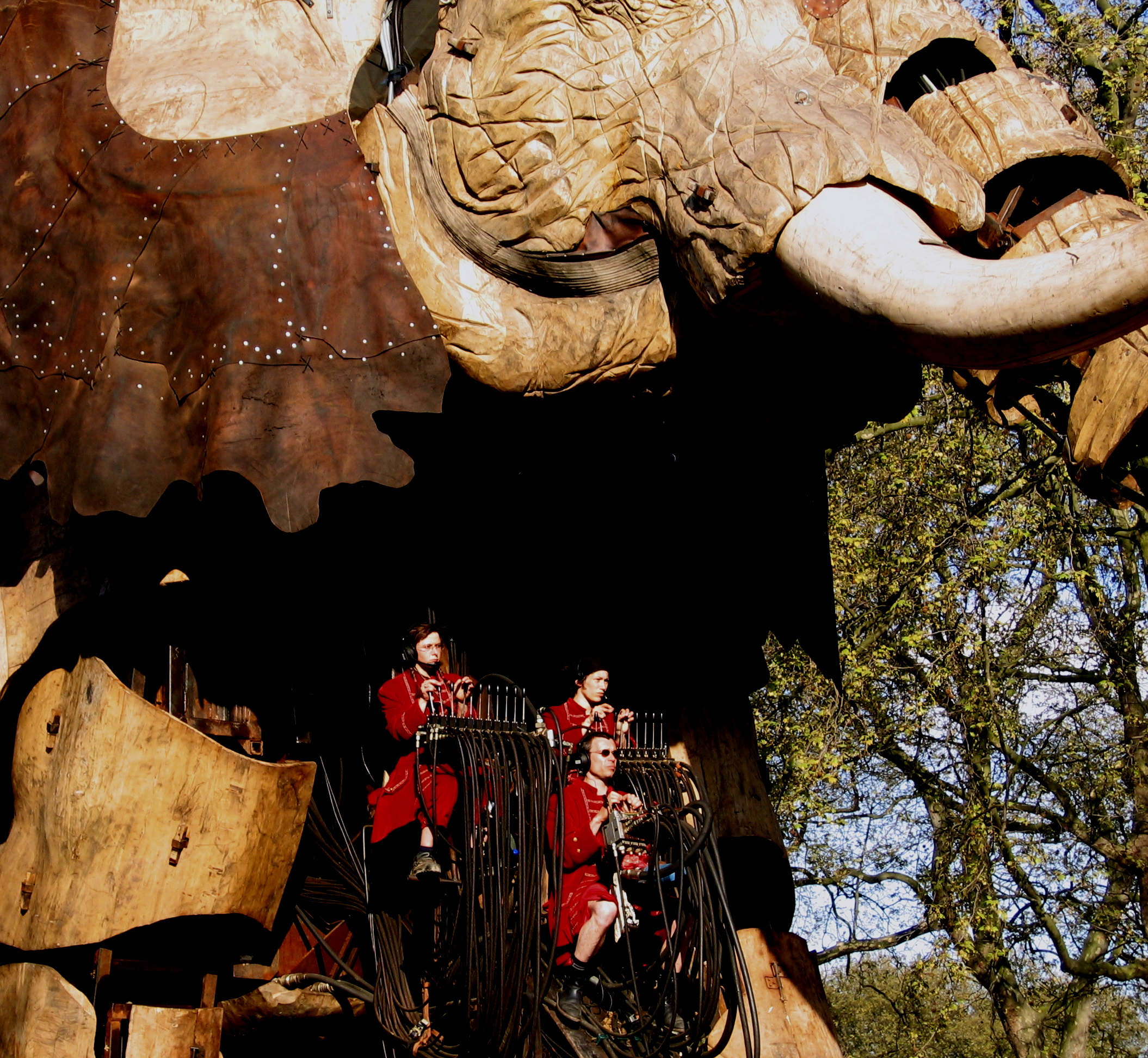
Besturing van de olifant

Royal de Luxe is een Franse theatergroep die straattheater maakt met reusachtige mechanische marionetten. De groep werd opgericht in 1979 door Jean Luc Courcoult en is gevestigd in Nantes. Royal de Luxe heeft opgetreden in Europa, Korea, China, Vietnam, Canada, Australië, Chili en Afrika.
In Amsterdam werden van 13 tot en met 17 juli 1987 ritten gemaakt met een voor sloop bestemde tramwagen waarbij een brandende auto aan een spit was opgehangen en ronddraaide. Het kunstproject moest de stijd tussen tram en auto in de stad uitbeelden. 
Deze theatergroep bezocht meermaals Antwerpen. In 1998 kwamen ze met hun grote Reus en kleine Reus "Terug uit Afrika". In 2006 wandelden de Sultan der Indiën, de Olifant en de Kleine Reuzin door de straten. In 2010 werd een reuzegrote Duiker uit het Kattendijkdok opgevist die op zoek ging, eerst naar zijn Hand en dan naar de Kleine Reuzin. Het evenement bracht zo'n 800.000 mensen op de been.
In 2015 kwam Oma Reus naar Antwerpen op 19, 20 en 21 juni. In 2023 kwamen de reuzenhonden Bull Machin, een pitbull van 4,4 meter hoog en 880 kg, en El Xolo, een Mexicaanse naakthond van 3,3 meter hoog op 25, 26 en 27 augustus. Het driedaagse evenement als onderdeel van de Zomer van Antwerpen trok 760.000 bezoekers en eindigde met een race tussen beide honden.
Royal de Luxe was in 2018 op 17, 18 en 19 augustus in Leeuwarden, als onderdeel van Culturele hoofdstad van Europa. De driedaagse voorstelling met De Duiker, het Kleine Reuze Meisje en De Hond  was de eerste keer dat De Reuzen van Royal de Luxe in Nederland te zien waren.
De begeleiders die de machines bedienen worden liliputters genoemd. Het parcours wordt vaak geheimgehouden tot het laatste moment. De reuzen slapen, eten en spelen doorheen de stad. 

## Straatshows met reuzenmarionetten
- De Reus die uit de hemel viel
- De Reus die uit de hemel viel: laatste reis
- Terug uit Afrika
- De Giraffenjagers
- De Sultan der Indiën, de olifant en de Kleine Reuzin
- De Duiker, zijn Hand en de Kleine Reuzin
- Grote Schaats in het IJs, als onderdeel van Leeuwarden Culturele Hoofdstad van Europa 2018
- Bull Machin (sinds 2022)

## Ander werk
- La véritable histoire de France
- Roman photo tournage
- Le péplum